# برج نخیل

برج نخیل

برج نخیل (نام سابق آن البرج) طرح یک آسمانخراش جدید است که برای ساخت در منطقه جبل علی دبی در نظر گرفته شده.اگر چه نام این برج هنوز رسمی و قطعی نیست اما این برج فعلاً با نام پروژه «برج نخیل» شناخته میشود. این برج در نهایت ۱۲۰۰ متر ارتفاع خواهد داشت و بلندترین آسمانخراش دنیا نام خواهد گرفت. قابل ذکر است که بلندترین ساختمان دنیا در حال حاضر برج خلیفه می باشد.